# Víctor Daniel Soto
Víctor Soto (Corrientes, Argentina, 14 de abril de 1981) es un futbolista argentino. Juega de defensa y su equipo actual es el Brown de Adrogué de la Primera B Nacional.

## Clubes
| Club                             | País      | Año         |
| -------------------------------- | --------- | ----------- |
| Nueva Chicago                    | Argentina | 2002 - 2006 |
| Villa Mitre de Bahia Blanca      | Argentina | 2006 - 2007 |
| Tiro Federal de Rosario          | Argentina | 2007 - 2008 |
| Guillermo Brown de Puerto Madryn | Argentina | 2008 - 2009 |
| Patronato de Parana              | Argentina | 2009 - 2011 |
| Gimnasia de Jujuy                | Argentina | 2011 - 2012 |
| Douglas Haig de Pergamino        | Argentina | 2012 - 2013 |
| Brown de Adrogué                 | Argentina | 2013 - 2019 |